# Marielund (Uppsala)
Marielund is een plaats in de gemeente Uppsala in het landschap Uppland en de provincie Uppsala län in Zweden. De plaats heeft 103 inwoners (2005) en een oppervlakte van 27 hectare.